# 都城市
都城市（日语：／ Miyakonojō shi */?）是位于日本宮崎縣西南端的城市，是宮崎縣內人口第二多的城市。地處都城盆地，西側為霧島山地，東側為鰐塚山地，大淀川流經市內。由於位於宮崎縣與鹿兒島縣之間，並為兩縣之間的交通中心，境內有國道和鐵路經過，宮崎機場與鹿兒島機場都在40公里的距離內。當地與鄰近的三股町、曾於市、志布志市組成一個人口約25萬人經濟圈，並為此經濟圈的中心城市。
都城市於2006年1月1日，由舊山之口町、高城町、山田町、高崎町與舊都城市合併而成。市名「都城」源自過去島津氏的支族北鄉氏第二代北鄉義久在此所建的都之城。

## 歷史
平安時代末期的萬壽3年(1026年)，時任大宰大監的平季基在此建設了當時日本最大的莊園「島津莊」，1185年當時的莊園管理者惟宗忠久繼承了莊園的名字「島津」，成為島津氏的始祖。
室町時代，當地由島津氏的分家北鄉氏統治；江戶時代也延續成為薩摩藩的私領，繼續由北鄉氏（又稱都城島津氏）統治。戊辰戰爭後的藩政改革中改成本藩直轄領，直到廢藩置縣後，設置都城縣，並成為縣政府所在地。不過僅一年後，都城縣便與北側的美美津縣合併為新設置的宮崎縣。

### 年表
- 1871年11月：設置都城縣。[3]
- 1872年2月18日：設置都城縣政府。
- 1873年1月15日：都城縣合併為宮崎縣，都城縣政府被廢除。
- 1889年5月1日：實施町村制，現在的轄區分屬北諸縣郡轄下的都城町、沖水村、五十市村、志和池村、庄內村、中鄉村、山之口村、高城村、山田村、高崎村。
- 1891年7月4日：西岳村從庄內村分村。（1町11村）
- 1924年4月1日：都城町改制為都城市。
- 1924年5月1日：庄內村改制為庄內町。
- 1934年2月11日：高城村改制為高城町。
- 1936年5月20日：沖水村和五十市村被併入都城市。
- 1940年2月11日：高崎村改制為高崎町。
- 1953年1月15日：山田村改制為山田町。
- 1956年7月15日：庄內町和西岳村合併為莊內町。
- 1957年3月1日：志和池村被併入都城市。
- 1964年11月3日：山之口村改制為山之口町。
- 1965年4月1日：莊內町被併入都城市。
- 1967年3月3日：中鄉村被併入都城市。
- 2006年1月1日：都城市、山之口町、高城町、山田町、高崎町合併為新設置的都城市。

| 1889年以前          | 1889年5月1日 | 1889年 -1944年             | 1945年 - 1954年            | 1955年 - 1989年              | 1955年 - 1989年              | 1989年 - 現在             | 現在                      |
| ------------------- | ------------ | -------------------------- | -------------------------- | ---------------------------- | ---------------------------- | ------------------------- | ------------------------- |
|                     | 都城町       | 1924年4月1日 改制為都城市  | 都城市                     | 都城市                       | 都城市                       | 2006年1月1日 合併為都城市 | 2006年1月1日 合併為都城市 |
|                     | 五十市村     | 1936年5月20日 併入都城市   | 都城市                     | 都城市                       | 都城市                       | 2006年1月1日 合併為都城市 | 2006年1月1日 合併為都城市 |
|                     | 沖水村       | 1936年5月20日 併入都城市   | 都城市                     | 都城市                       | 都城市                       | 2006年1月1日 合併為都城市 | 2006年1月1日 合併為都城市 |
|                     | 志和池村     | 志和池村                   | 志和池村                   | 1957年3月1日 併入都城市      | 都城市                       | 2006年1月1日 合併為都城市 | 2006年1月1日 合併為都城市 |
|                     | 中鄉村       | 中鄉村                     | 中鄉村                     | 中鄉村                       | 1967年3月3日 併入都城市      | 2006年1月1日 合併為都城市 | 2006年1月1日 合併為都城市 |
|                     | 庄內村       | 1924年5月15日 改制為庄內町 | 1924年5月15日 改制為庄內町 | 1956年7月15日 合併為莊內町   | 1965年4月1日 併入都城市      | 2006年1月1日 合併為都城市 | 2006年1月1日 合併為都城市 |
| 1891年7月4日 西岳村 | 庄內村       |                            |                            | 1956年7月15日 合併為莊內町   | 1965年4月1日 併入都城市      | 2006年1月1日 合併為都城市 | 2006年1月1日 合併為都城市 |
|                     | 高城村       | 1934年2月11日 改制為高城町 | 1934年2月11日 改制為高城町 | 1934年2月11日 改制為高城町   | 1934年2月11日 改制為高城町   | 2006年1月1日 合併為都城市 | 2006年1月1日 合併為都城市 |
|                     | 山之口村     | 山之口村                   | 山之口村                   | 1964年11月3日 改制為山之口町 | 1964年11月3日 改制為山之口町 | 2006年1月1日 合併為都城市 | 2006年1月1日 合併為都城市 |
|                     | 高崎村       | 1940年2月11日 改制為高崎町 | 1940年2月11日 改制為高崎町 | 1940年2月11日 改制為高崎町   | 1940年2月11日 改制為高崎町   | 2006年1月1日 合併為都城市 | 2006年1月1日 合併為都城市 |
|                     | 山田村       | 山田村                     | 1953年1月15日 改制為山田町 | 1953年1月15日 改制為山田町   | 1953年1月15日 改制為山田町   | 2006年1月1日 合併為都城市 | 2006年1月1日 合併為都城市 |

## 交通

### 鐵路
- 九州旅客鐵道
  - 日豐本線：青井岳車站 - 山之口車站 - （三股町轄區內：餅原車站 - 三股車站） - 都城車站 - 西都城車站 - 五十市車站
  - 吉都線：日向前田車站 - 高崎新田車站 - 東高崎車站 - 萬塚車站 - 谷頭車站 - 日向庄內車站 - 都城車站

### 道路
高速道路
- 宮崎自動車道：日向高崎休息區 - 都城交流道 - 山之口服務區

## 觀光資源

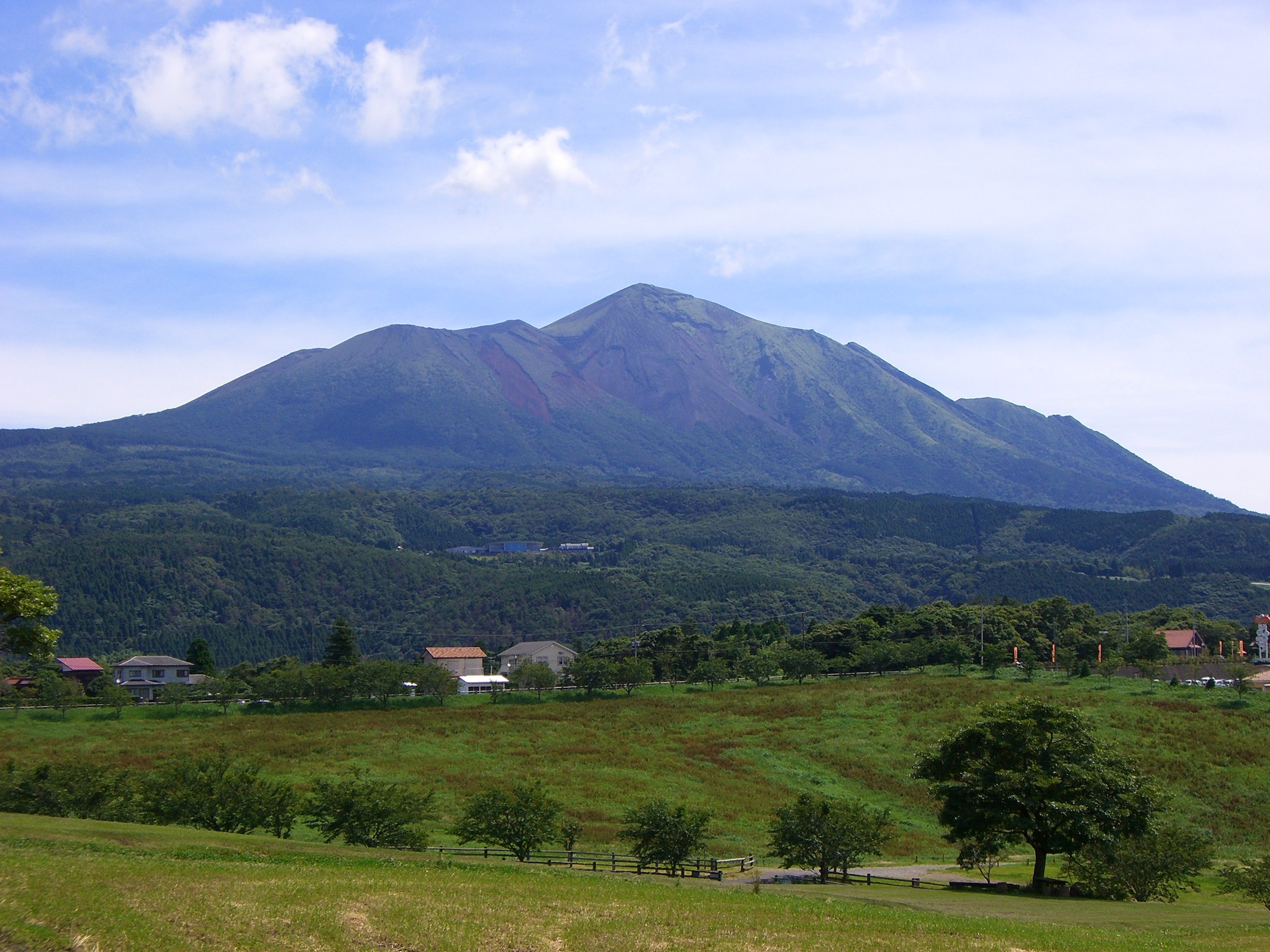
從高千穗牧場遙望高千穗峰

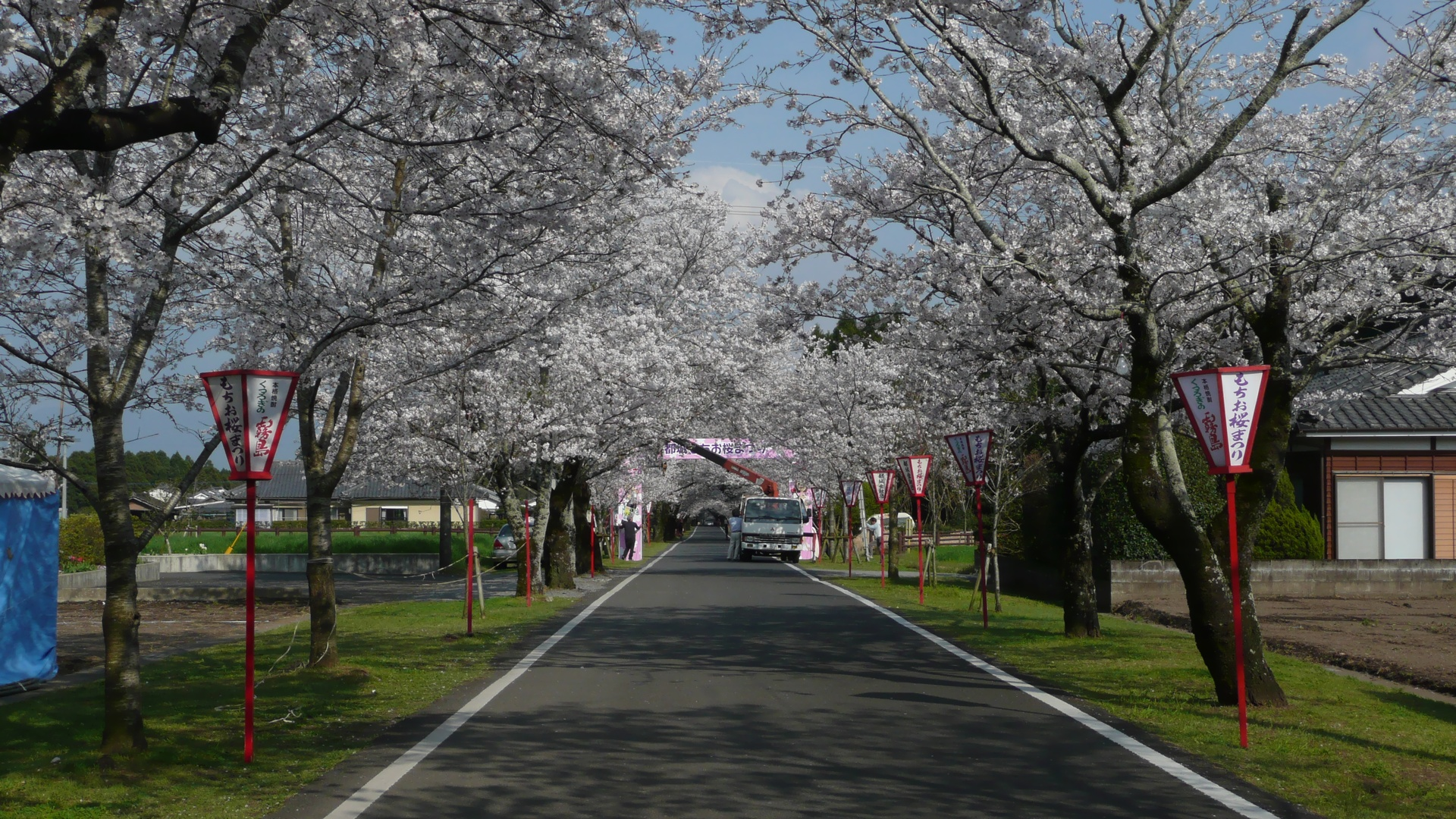
母智丘
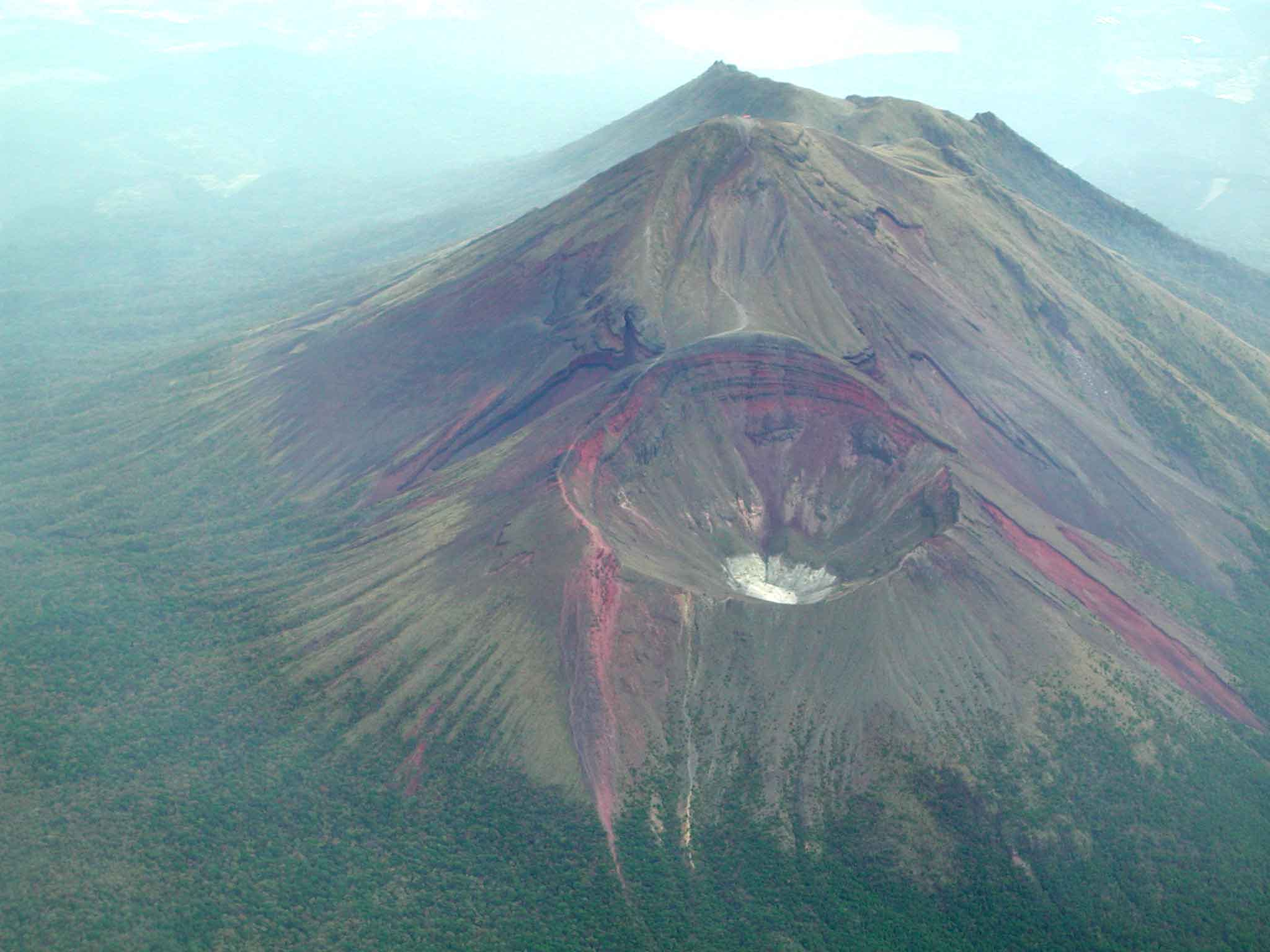
高千穗峰
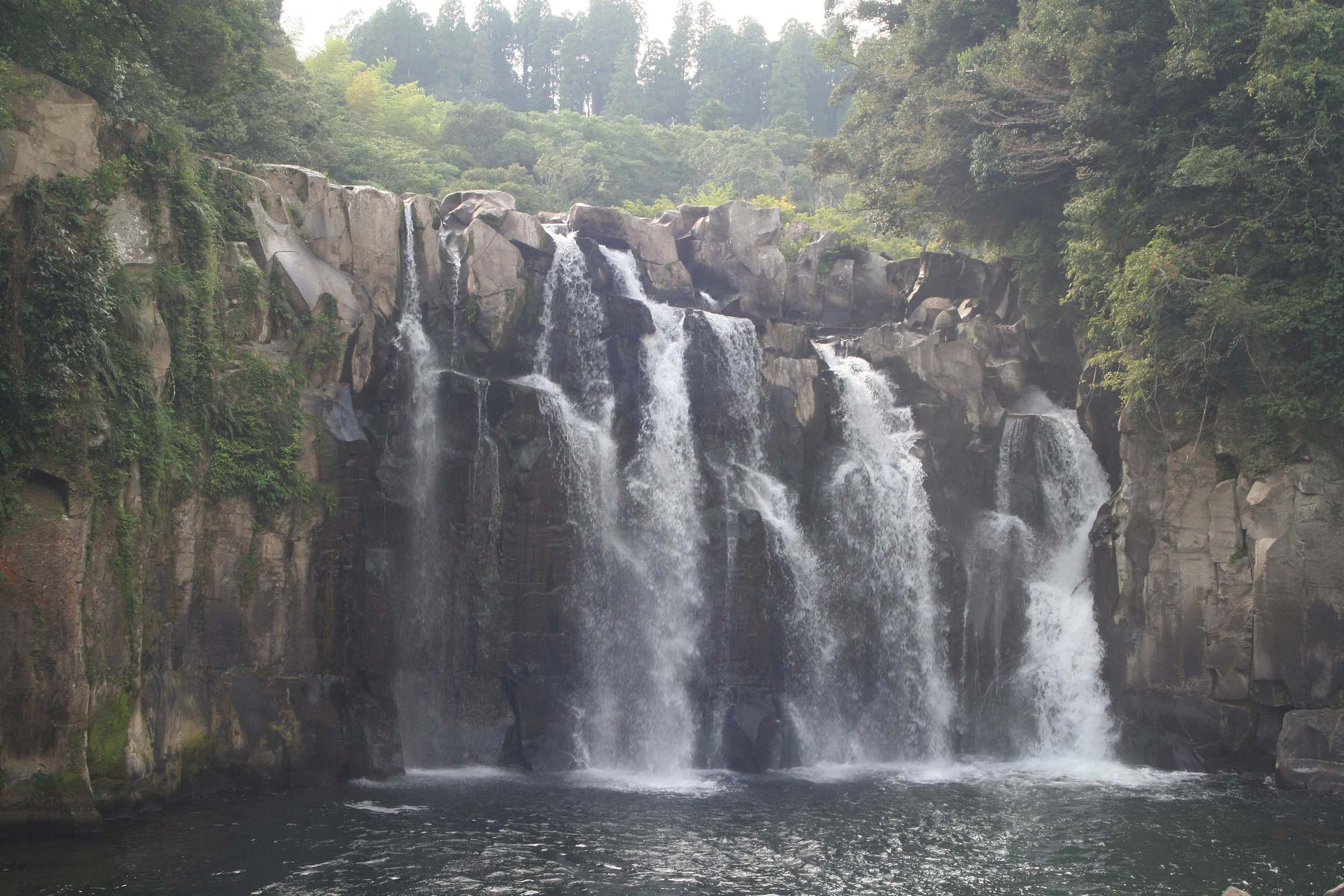
關之尾瀑布
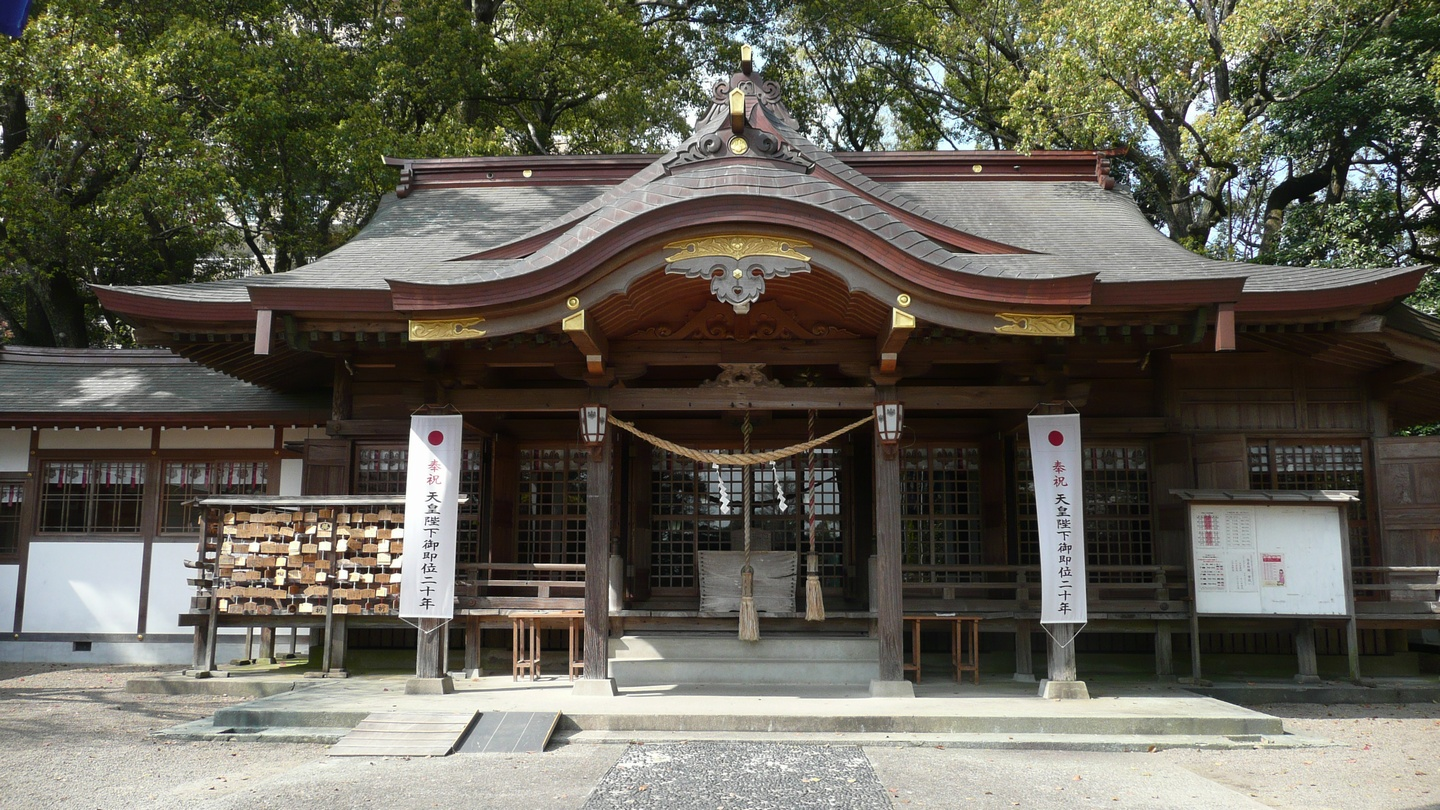
神柱宮

- 高千穗牧場
- 関之尾滝（日语：関之尾滝）
- 母智丘公園（日语：母智丘公園）
- 神柱宮（神柱公園）
- 興玉神社
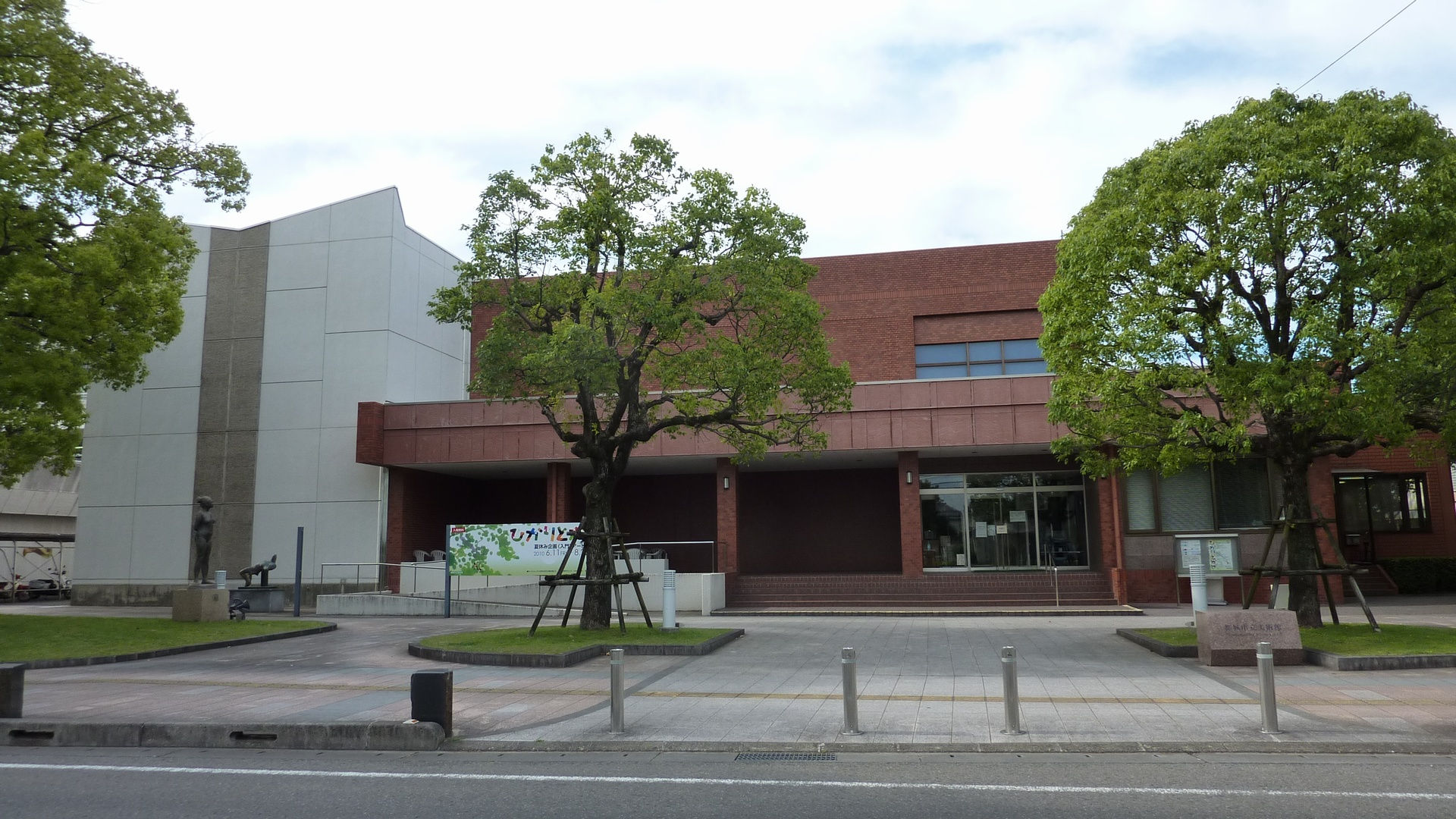
都城市立美術館（日语：都城市立美術館）
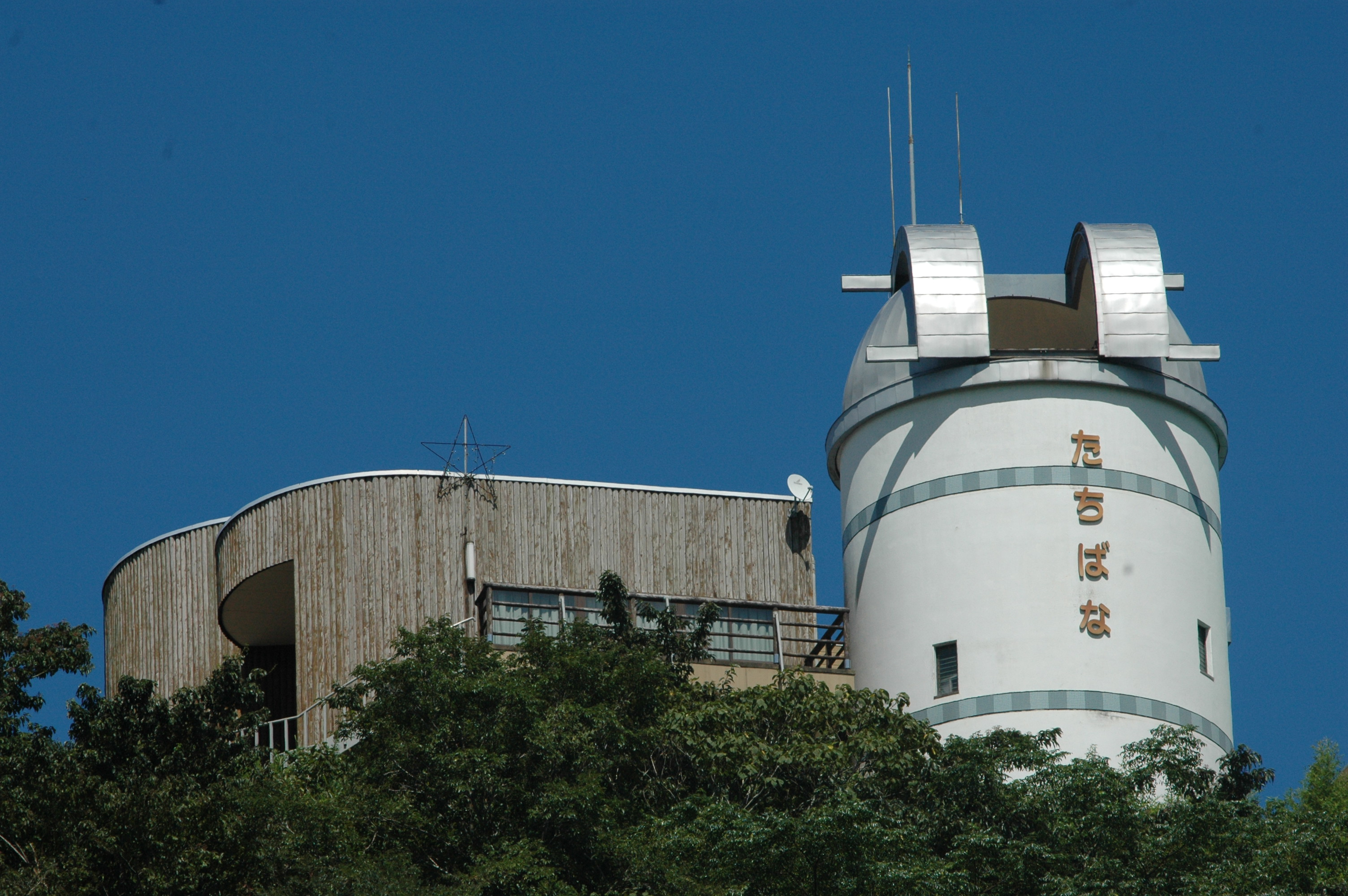
立花天文台
- 島津寒天工場跡
- 山之口古墳
- 青井岳
- 山田溫泉
- 観音池公園
- 月山日和城遺跡
- 祝吉御所遺跡

- 母智丘
- 高千穗峰
- 關之尾瀑布
- 神柱宮
- 都城市立美術館
- 橘天文台

## 教育

### 高等專門學校
- 都城工業高等專門學校

### 高等学校
| 公立 - 宮崎縣立都城泉丘高等學校 - 宮崎縣立都城西高等學校 - 宮崎縣立都城工業高等學校 - 宮崎縣立都城商業高等學校 - 宮崎縣立都城農業高等學校 - 宮崎縣立高城高等學校 | 私立 - 都城東高等學校 - 都城高等學校 - 都城聖多明我學園高等學校 |

## 姊妹、友好都市

### 海外
- 江津區（中華人民共和國 重慶市）：在二次大戰期間的1940年，江津市出身的聶榮臻將軍救了來自都城市的栫美穗子；之後在中日兩國建交後成為當時的話題，因此在都城市政府官員前往中國訪問時，聶榮臻提出了兩市締結友好城市的建議。直到1998年4月，聶榮臻的女兒聶力以中華全國婦女聯合會副會長身分訪日時，再次提出了此意見。兩市最後在1999年11月締結友好交流都市。[4]
- 烏蘭巴托（蒙古國）：由於過去曾經贈送風力發電機給蒙古，開始了兩地之間的交流，最後於1999年11月締結友好交流都市。[5]

## 本地出身之名人
- 東國原英夫：宮崎縣知事、前藝人，出身於鹿兒島縣末吉町（現已合併為曾於市），後成長於都城市。
- 青島あきな：藝人
- 井之上正盛：日本外交官、在伊拉克遭槍擊而死。
- 井上康生：2000年夏季奧林匹克運動會柔道金牌
- 入來智：前職業棒球選手
- 入來祐作：職業棒球選手
- 池江泰郎：日本中央競馬會的練馬師
- 大田原隆太：職業棒球選手
- 岡元次郎：俳優
- 桐島優介：俳優、音樂家
- 田中幸雄：前職業棒球選手
- 永井利光：鼓手
- 永瀨正敏：俳優
- 永友聖也：音樂家
- 中山大三郎：作曲家
- 溫水洋一：俳優
- 福盛和男：職業棒球選手
- 藤井治芳：前日本建設省事務次官、前日本道路公團總裁
- 山崎十三：漫畫編劇
- 若松俊秀：俳優
- 馬渡松子：歌手
- 宮路一昭：吉他手、作曲家、編曲家、音樂製作人
- 蕨野友也：俳優
- 田鍋友時：前世界最高齡男性

## 外部連結
- （简体中文） 都城市官方網頁
- （日語） 都城觀光協會
- （日語） 都城市情報網站 （页面存档备份，存于）
- （日語） 都城商工會議所 （页面存档备份，存于）
- （日語） 都城市地區情報 （页面存档备份，存于）
- （日語） 維客旅行上的都城市 （页面存档备份，存于）
- OpenStreetMap上有關都城市的地理